# Talaron
Le Talaron est un cours d'eau de France dans l'Ardèche, en région Auvergne-Rhône-Alpes, et un affluent de l'Eyrieux, donc un sous-affluent du Rhône.

## Géographie

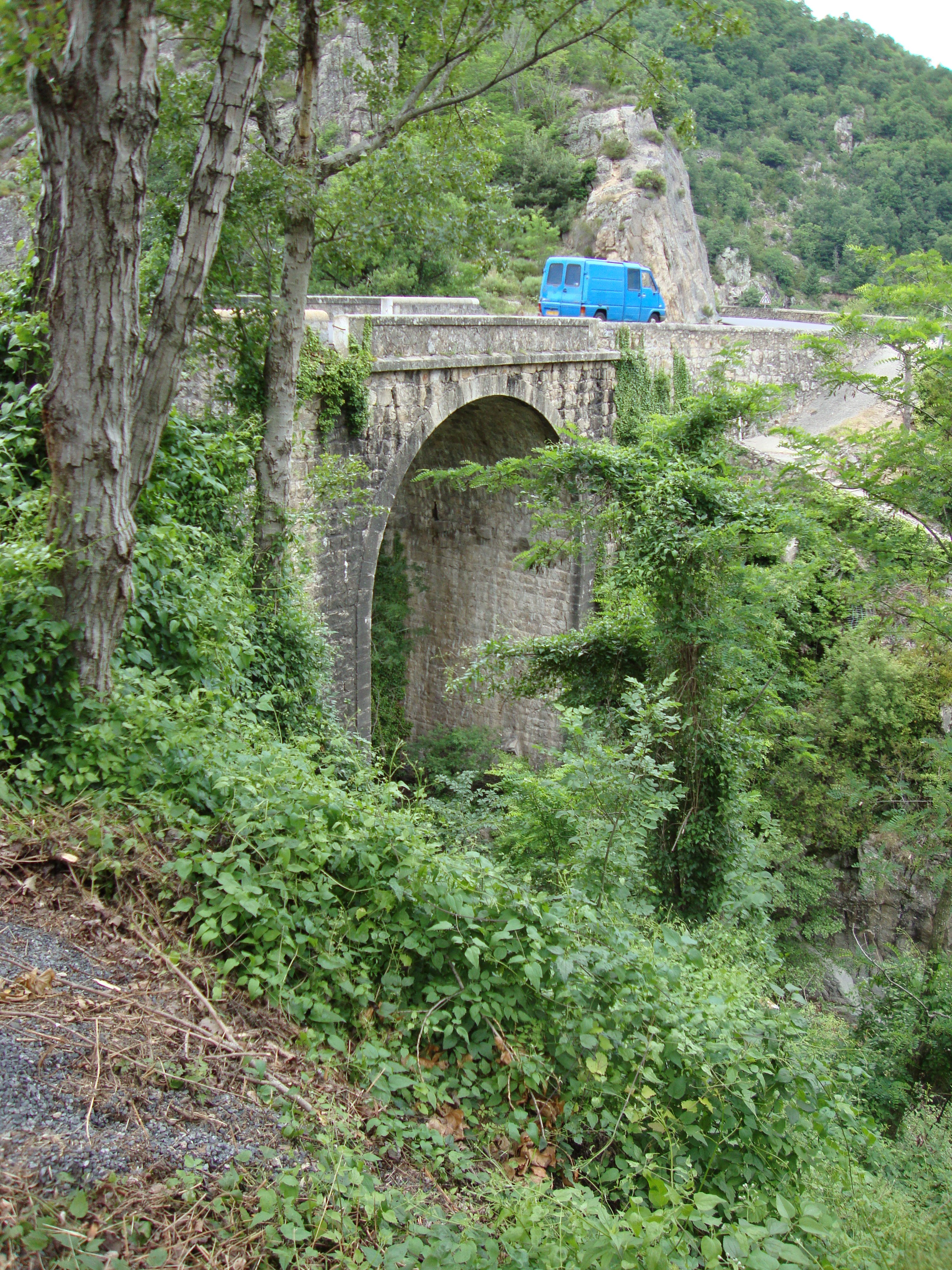
Pont du Talaron à Beauvène.

Le Talaron prend sa source sur la commune de Saint-Genest-Lachamp, à 1 040 m d'altitude dans l'Ardèche.
Long de 17,7 kilomètres, il se jette dans l'Eyrieux au niveau de Beauvène, à 452 m d'altitude.

### Communes et cantons traversés
Dans le seul département de l'Ardèche, le Talaron traverse les quatre communes suivantes, de Saint-Genest-Lachamp (source), Saint-Christol, Saint-Barthélemy-le-Meil, Beauvène (confluence).
Soit en termes de canton, le Talron prend source et conflue dans le même canton du Cheylard, le tout dans l'arrondissement de Tournon-sur-Rhône et l'arrondissement de Privas. 

### Bassin versant
Le Talaron traverse une seule zone hydrographique L'eyrieux du ruisseau du Ranc Courbier inclus au Talaron inclus (V413) de 449 km2 de superficie. Ce bassin versant est constitué à 74,00 % de « forêts et milieux semi-naturels », à 25,04 % de « territoires agricoles », à 0,87 % de « territoires artificialisés », à 0,27 % de « surfaces en eau ».

### Organisme gestionnaire
L'organisme gestionnaire du bassin versant de l'Eyrieux et de ses affluents est le Syndicat Mixte Eyrieux Clair.

## Affluents
La Talron a onze affluents référencés sans sous-affluents :
- le ruisseau de Serre en Don (rg), 1,3 km sur la seule commune de Saint-Genest-Lachamp.
- le ruisseau de Labiale (rd), 1,7 km sur la seule commune de Saint-Genest-Lachamp.
- le ruisseau de Buissonas (rd), 1,3 km sur la seule commune de Saint-Genest-Lachamp.
- le ruisseau de Leygas (rg), 1,8 km sur la seule commune de Saint-Christol.
- le ruisseau des Chenaux (rg), 1,4 km sur la seule commune de Saint-Christol.
- le ruisseau des Roues (rg), 1,4 km sur la seule commune de Saint-Christol.
- le ruisseau du Fraysse (rd), 1,2 km sur la seule commune de Saint-Christol.
- le ruisseau du Chasal (rg), 1,2 km sur la seule commune de Saint-Christol.
- le ruisseau de Faveyroles (rg), 7,2 km sur les trois commune de Saint-Barthélemy-le-Meil (confluence), Saint-Genest-Lachamp (source), Saint-Christol.
- le ruisseau de Chalan (rd), 4,1 km sur les cinq commune de Saint-Barthélemy-le-Meil (confluence), Saint-Genest-Lachamp (source), Saint-Christol, Gluiras, Beauvène.
- le ruisseau de Boursout (rd), 4,2 km sur les deux commune de Gluiras (source), Beauvène (confluence).

Donc son rang de Strahler est de deux.